# Octoblepharaceae
Octoblepharaceae, biljna porodica klasificirana redu Dicranales. Rod Octoblepharum sa 16 do 18 priznatih vrsta trenutno se vodi pod porodicom Calymperaceae. Vrste su još slabo poznate. ispitivanja su vršena na vrstama  (O. albidum, O. arthrocormoides, O. cocuiense, O. pulvinatum). Na temelju molekularnih rezultata i morfoloških znakova, predlaženo je da se rod Octoblepharum stavi u vlastitu porodicu Octoblepharaceae.
Opisana je 1991. godine od autora A. Eddy ex Mario Menzel.